# اورداهال
اورداهال (به لاتین: Ordahal) یک منطقه مسکونی در جمهوری آذربایجان است که در شهرستان لریک واقع شده است. اورداهال ۲۳۵ نفر جمعیت دارد.

## ریشه واژه
اورد یا اُرد تغییریافته واژه اوردالوردو به‌معنی نی (هم‌معنی با لَن به‌معنی نی یا نیشکر در نام واژه لنکران) و هال به‌معنی تپه است و اورداهال به‌معنی تپه نی یا تپه نیزار است.